# الجمعية الخيرية لرعاية الأيتام بالمنطقة الشرقية (بناء)
الجمعية الخيرية لرعاية الأيتام بالمنطقة الشرقية هي جمعية خيرية سعودية تأسست عام 2012 في مدينة الخبر، وهي جمعية ذات نفع عام تعنى بشؤون الأيتام ومن في حكمهم في المنطقة الشرقية في المملكة العربية السعودية.
فازت الجمعية بعدة جوائز من بينها: جائزة الملك خالد في 2014م وجائزة السبيعي للتمّيز في العمل الخيري 2016م وجائزة الملك خالد للمنظمات الغير ربحية 2015 م.

## النشأة والتأسيس
قام عدد من رجال الأعمال برفع طلب تأسيس الجمعية إلىوزارة الشؤون الاجتماعية والتي حظيت بدعم الأمير محمد بن فهد بن عبد العزيز أمير المنطقة الشرقية سابقاً، وصدر الترخيص للجمعية بالرقم 568 وعُقد المجلس التأسيسي للجمعية بتاريخ 26 محرم، 1431.

## الإنجازات والجوائز
- «جائزة الأمير محمد بن فهد لأفضل أداء خيري في الوطن العربي» 2017م والتي تركز معاييرها على نسبة الأداء مقارنة بالأهداف، والمدة المستغرقة بين طلب الخدمة وتقديمها، ونسبة عدد الشكاوى وآلية حلها، وعدد المشروعات المنفذة، وعدد الفروع، بالإضافة إلى معايير القيادة والخدمات المقدمة ورضا المستفيدين وتنمية الموارد المالية وإدارة الوقف وغيرها من المعايير المقترنة بالأداء.[2][3][4]
- «جائزة السنابل للمسؤولية المجتمعية» في مؤسسات رعاية الأيتام بدول مجلس التعاون الخليجي 2017م.[5][6][7][8]
- فوز الجمعية بالمركز الأول بجائزة الملك خالد للتميّز للمنظمات الغير ربحية 2016 م مؤسسة الملك خالد الخيرية.[9][10][11]
- تكريم الجمعية بجائزة الشفافية لتطبيقها أعلى معايير الحوكمة والشفافية 2015 م.[12]
- فوز الجمعية بجائزة السبيعي للتمّيز في العمل الخيري 2016م.[13][14][15]
- الفوز بجائزة الملك خالد للمنظمات الغير ربحية 2015 م.[16]
- الريادة في معياري مجلس الإدارة والموارد البشرية – جائزة الملك خالد 2014م.[17]
- الحصول على شهادة الاعتماد من الآيزو 2016.

## مجلس الإدارة[18]

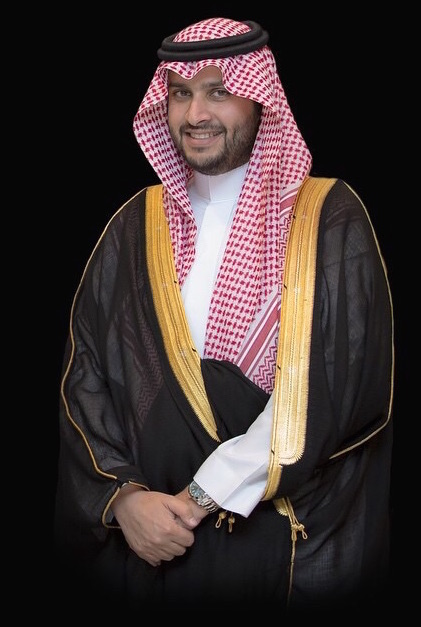
صاحب السمو الملكي الامير تركي بن محمد بن فهد بن عبدالعزيز آل سعود

رئيس مجلس إدارة الجمعية:الأمير تركي بن محمد بن فهد بن عبد العزيز آل سعود
نائب رئيس مجلس الإدارة: المهندس خالد بن عبد الله الزامل
المشرف المالي : م.تركي بن عبدالعزيز باتل القحطاني
عضوية كل من :
أ.ابراهيم بن محمد عبدالعزيز الجميح .
أ.بدر بن محمد عبدالرحمن العبدالكريم .
أ.خالد بن محمد سعد البورادي .
أ.خالد بن حسن عبدالكريم القحطاني .
أ.سعود بن خليفة المدعج الدوسري .
د.عادل بن عبدالعزيز الحمام
أ.عبدالله بن علي ابراهيم المجدوعي .
أ.عبدالله بن فهد الهريش .
أ.عبدالحكيم بن حمد العمار الخالدي .
أ.عبدالعزيز بن علي عبدالرحمن التركي .
أ.عبدالمحسن بن محمد العثمان .
م.محمد بن خالد عبدالله الدبل .
مدير عام الجمعية: الأستاذعبدالله بن راشد الخالدي

## البرامج والمشاريع
- مبادرة أرامكو السعودية لتطوير الأيتام 1.
- مبادرة أرامكو السعودية لتطوير الأيتام 2.
- مبادرة تأهيل وتوظيف 100 يتيم ويتيمة في السكرتارية والعمل المكتبي.
- مبادرة أرامكو لتمكين أمهات الأيتام.
- مبادرة بوينج.
- مبادرة البنك الأهلي التجاري.
- مبادرة التأمين الطبي.
- مبادرة بناء القدرات وتبادل خبرات العاملين في جمعيات الأيتام 1.
- مبادرة بناء القدرات وتبادل خبرات العاملين في جمعيات الأيتام 2.
- مشروع حملة #نبني_مستقبل_الايتام [19]